# Meclemburgo

Lo stemma del Meclemburgo

La bandiera del Meclemburgo

Il Meclemburgo (in tedesco Mecklenburg; IPA: [ˈmeːklənbʊrk]) è una regione storica e geografica della Germania nord-orientale. Confina con il Mar Baltico a nord, i fiumi Recknitz e Trebel a est, il fiume Elba a sud-ovest, la Bassa Sassonia e l'Holstein (stato Schleswig-Holstein) a ovest.
Il nome "Meclemburgo" deriva da un castello detto Mikilenburg (in tedesco antico: grande castello) situato tra le città di Schwerin e Wismar.
Attualmente il Meclemburgo appartiene al Land del Mecklenburg-Vorpommern, che in italiano viene solitamente tradotto con Meclemburgo-Pomerania Anteriore. La Pomerania, infatti, dopo la divisione del 1945, rimase divisa fra la DDR e la Polonia.

## Storia

### Preistoria

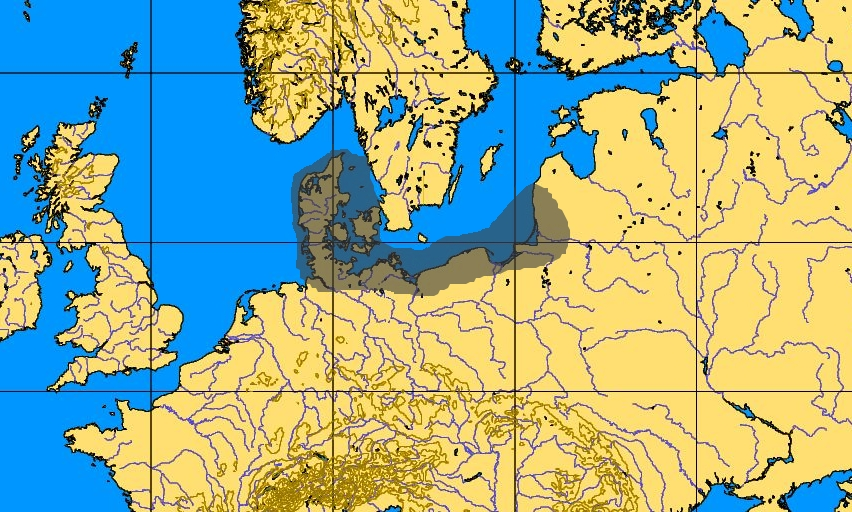
Area di diffusione della Cultura di Bromme

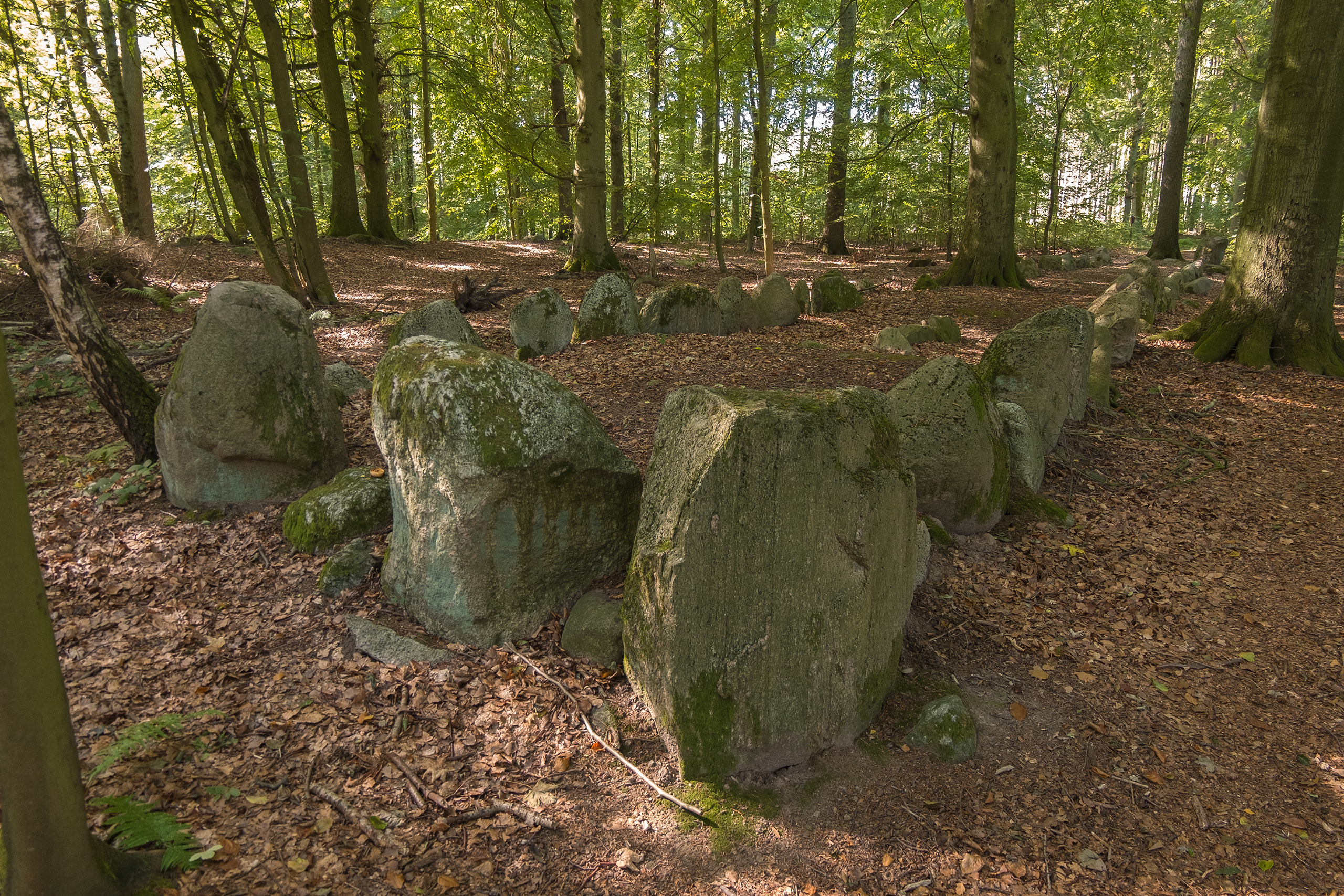
Tomba megalitica della Cultura del bicchiere imbutiforme a Grevesmühlen

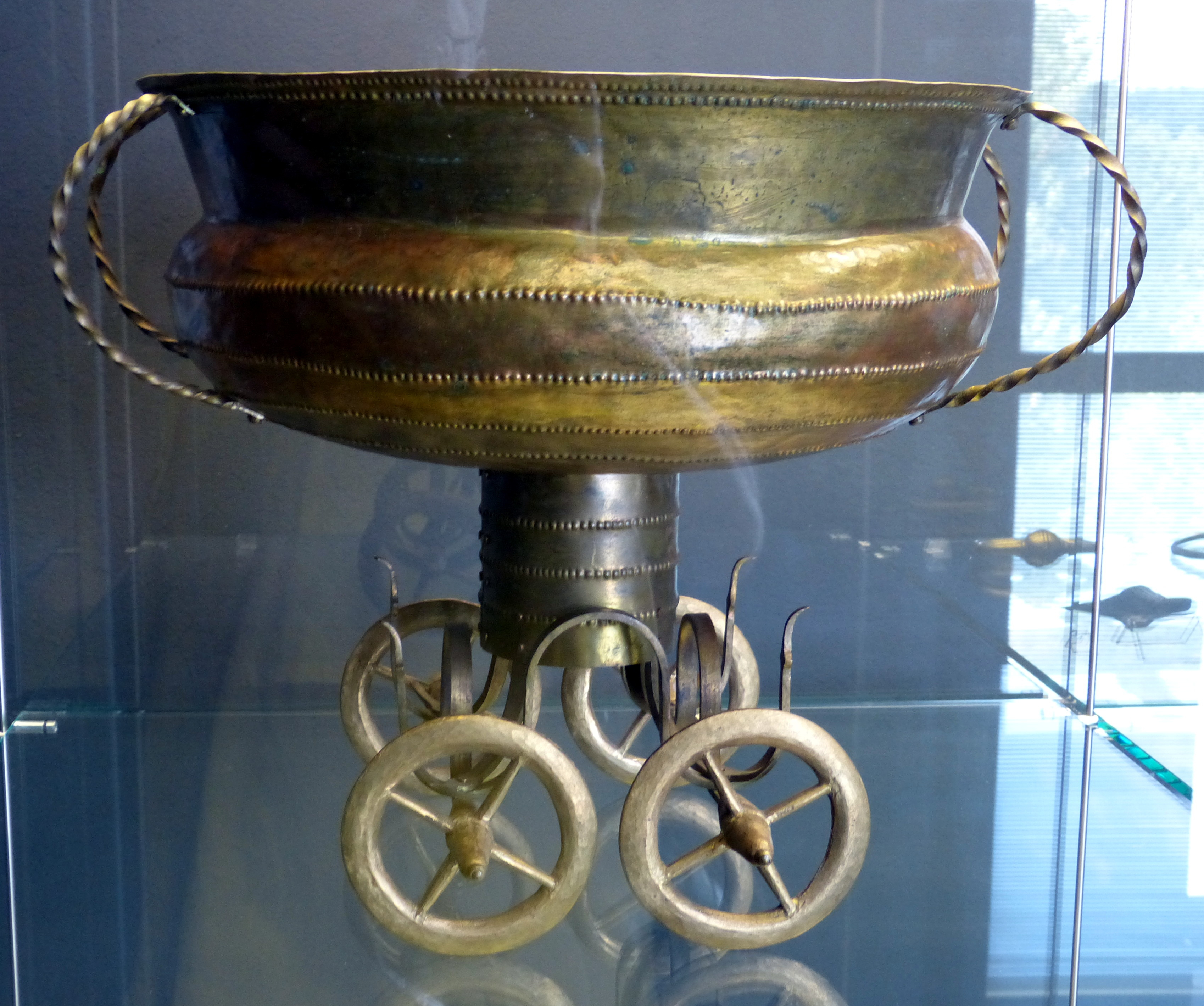
Scultura Kultwagen di Peckatel (Groß Raden), 1300 a.C. circa

Le coste meridionali del Mar Baltico sono abitate dall'uomo da circa 12.000 anni. I primi insediamenti umani nel Meclemburgo furono probabilmente quelli delle comunità di cacciatori-raccoglitori appartenenti alla Cultura di Ahrensburg e di Bromme. Si tratta di culture del tardo Paleolitico superiore, fra il 11.000 e il 9.500 a.C., in quello che viene chiamato il periodo interstadiale di Allerød. Siti archeologici indicanti la presenza di queste culture sono stati trovati a Stellmoor, Ahrensburg e Borneck (presso Kreis Stormarn).
In epoche successive, a seguito di quella che viene chiamata Rivoluzione neolitica, queste comunità vennero rimpiazzate da gruppi più stanziali e dediti alla coltivazione e alla domesticazione di animali, detti della Cultura del bicchiere imbutiforme (detta anche TRB dal tedesco. Una caratteristica di questa cultura era la costruzione di tombe megalitiche. Si calcola che siano stati costruiti circa 5.000 tombe megalitiche di cui circa un migliaio sono oggi conservate e protette. Sebbene i megaliti siano distribuiti in tutto il Meclemburgo, la loro struttura differisce tra le regioni. La maggior parte dei megaliti sono quelli costituiti da un semplice dolmen, spesso situato all'interno di una cornice circolare o trapezoidale di singole pietre poste in forma eretta. Sebbene i siti megalitici si trovino in quasi tutte le aree del Maclemburgo, sono state individuate nove aree ad alta densità: vicino a Grevesmühlen (Forst Everstorf), vicino a Rerik, lungo il corso medio e alto del fiume Warnow, attorno ai laghi di Krakower See e Plauer See, lungo il fiume Recknitz, lungo il torrente Schwinge (affluente del Peene), e nella parte sud-orientale dell'isola di Rügen.
All'inizio del tardo periodo neolitico la cultura funeraria delle tombe megalitiche fu sostituita dalla pratica sepolcrale singola, che faceva parte della Cultura della ceramica cordata. Questa cultura attraversò un orizzonte temporale e geografico molto ampio coprendo una larga parte dell'Europa settentrionale, centrale e orientale, dal Reno al Volga e occupando un arco temporale che va da circa il 2900 a.C. a circa il 2350 a.C. estendendosi quindi dal tardo neolitico, attraverso l'età del rame, fino alla prima età del bronzo.
L'età del bronzo iniziò nel Meclemburgo intorno al 1800 a.C., in ritardo rispetto alle regioni dell'Europa centrale, e si protrasse fino a circa il 600 a.C. Inizialmente i prodotti in bronzo venivano importati dal sud. Un esempio di tali prodotti è una famosa scultura chiamata Kultwagen ritrovata in una tomba presso il villaggio di Peckatel (Plate) nel Circondario di Ludwigslust-Parchim. Solo nella tarda età del bronzo iniziarono a produrre gli oggetti localmente. In questa epoca la società iniziò a stratificarsi. Questa trasformazione è testimoniata per esempio dalla tomba reale di Seddin, un tumulo risalente all'800 a.C., ritrovato nel villaggio di Seddin presso Groß Pankow nel circondario del Prignitz. Le dimensioni della tomba e il tipo di oggetti in essa ritrovati, fra cui una spada in ferro, indicano chiaramente che essa apparteneva a una persona di rango elevato, forse un sovrano. Un altro sito di notevole importanza dell'eta del bronzo si trova nella valle del fiume Tollense, un affluente del Peene nella Terra dei laghi del Meclemburgo. Il sito, che si estende per diverse centinaia di metri lungo entrambi i lati del fiume, contiene i resti di alcune centinaia di uomini (si stima fra 750 e 1.000). Il sito, datato intorno al 1250 a.C. è probabilmente il luogo in cui fu combattuta una grande battaglia protrattasi per più giorni, e in cui si stima siano stati impegnati fra 3.000 e 5.000 combattenti. La posizione del sito e la mancanza di ornamenti o ceramiche rendono infatti improbabile che si tratti di un cimitero.
Nell'età del ferro si affermò la Cultura di Jastorf. Questa cultura, considerata una evoluzione della Età del bronzo scandinava, si diffuse a partire dalle regioni costiere della Bassa Sassonia settentrionale e dello Schleswig-Holstein, diffondendosi poi nel Meclemburgo e nella Pomerania occidentale e verso sud nel Brandeburgo. Un importante sito di questa cultura è il cimitero preistorico di Mühlen Eichsen, nell'omonimo comune a nord di Schwerin. Il cimitero, rinvenuto nel 1994, contiene i resti di circa 200 tombe realizzate a partire dal 600 a.C.

### Età antica

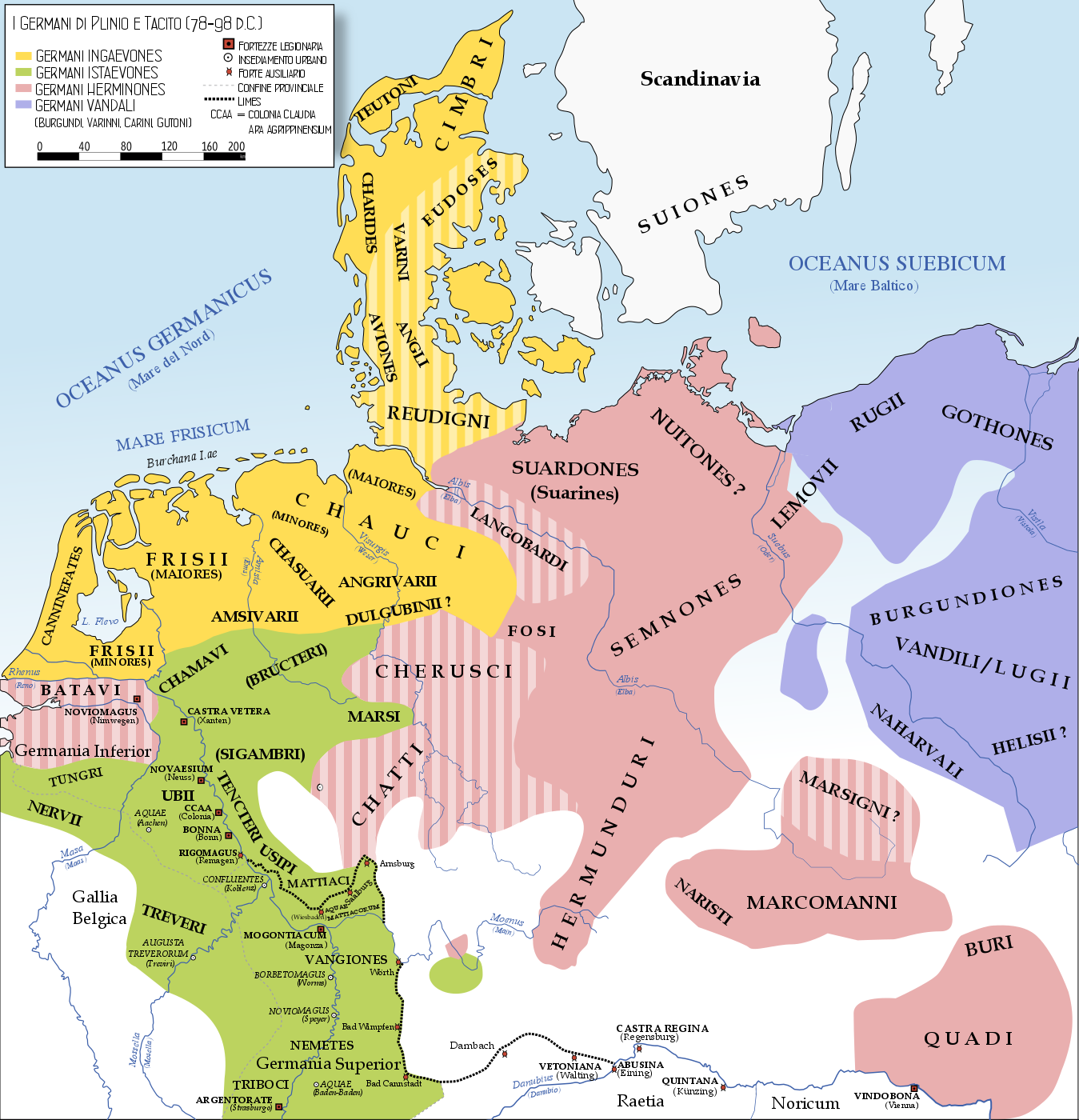
Germania I secolo d.C.

Le prime fonti storiche scritte sui popoli e la geografia della Germania nord-orientale provengono dall'opera De origine et situ Germanorum, un trattato scritto dello storico romano Publio Cornelio Tacito intorno al 98 d.C. Il libro, conosciuto comunemente con il titolo Germania, contiene una descrizione delle leggi e dei costumi dei popoli germanici, a cui seguono quelle delle singole tribù a partire da quelle confinanti con l'Impero romano fino a giungere a quelle ubicate sulle coste del mar Baltico.
Tacito divide i popoli germanici in tre grandi gruppi:
- Ingaevones, stanziati lungo le coste del Mare del Nord e sulle isole adiacenti;
- Istaevones, stanziati nel bacino del Reno;
- Herminones, stanziati nel bacino dell'Elba.

La composizione degli Herminones non è del tutto definita. Secondo Strabone questo gruppo si identifica con i Suebi che derivano il loro nome dal Mare Suebicum, che era il nome romano per il Mar Baltico e Tacito scrive che i Suebi non sono un unico popolo, ma sono formati da più tribu distinte. Ne facevano parte i Buri, i Corconti, gli Ermunduri, i Longobardi (?), i Marsigni, i Marcomanni, i Naristi, i Quadi e i Semnoni. Tacito sembra far appartenere ai Suebi anche le popolazioni dei Reudigni, Avioni, Angli, Varini, Eudosi, Suardoni e Nuitoni.
Delle suddette popolazioni quelle che risiedevano nell'area del Meclemburgo erano i Longobardi nella parte sud-occidentale, i Semnoni nella parte meridionale e i Varni nella zona nord-orientale. A questi vanno aggiunti i Farodini e i Sidini, che Tolomeo indica trovarsi a est dei Sassoni fra i fiumi Chalusus (probabilmente il Warnow e il fiume Suevus (Oder).
A partire dal IV secolo queste popolazioni, insieme ad altre, abbandonarono i loro territori lungo le coste del Baltico e si spinsero a sud dando luogo successivamente alle cosiddette Invasioni barbariche che portarono alla caduta dell'Impero romano d'Occidente. Le ragioni di questa migrazione possono essere ricercate in due cause principali: la pressione esercitata sui popoli germanici da popolazioni provenienti da est, quali gli Unni, i Goti e i Vandali, e fattori climatici. L'area, abbandonata dalle popolazioni germaniche, venne quindi popolata da popoli slavi provenienti da est.

### Medioevo e prima partizione

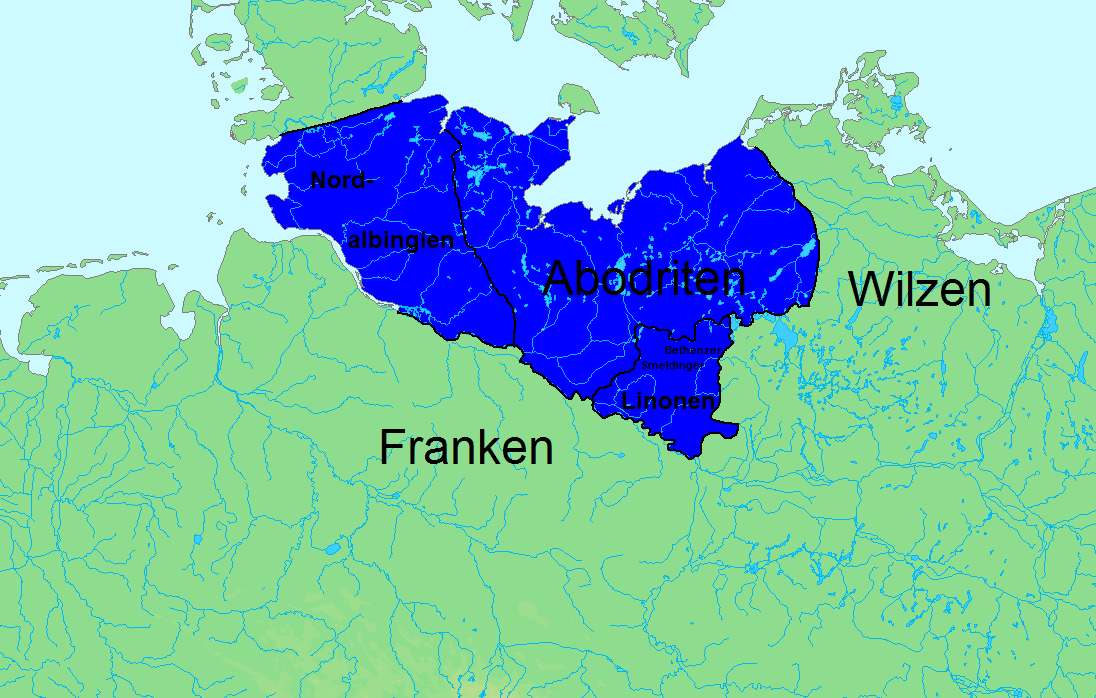
Territorio controllato dagli Obodriti nel IX secolo

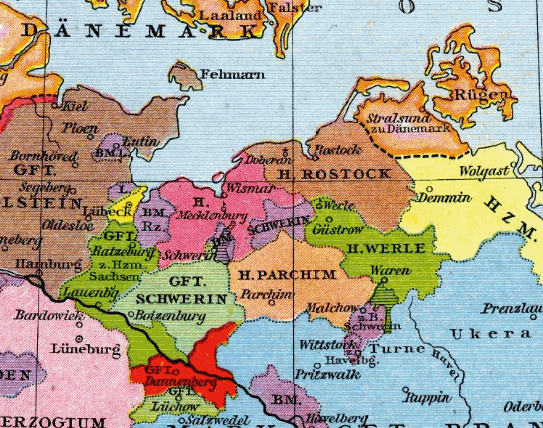
Il Meclemburgo intorno al 1230

Il Meclemburgo dopo la prima partizione del 1233/34

Dal VII al XII secolo la regione fu governata dagli Obodriti e da altre tribù. Nell'XI secolo Niklot degli Obotriti fondò la dinastia dei duchi del Meclemburgo, che poi diventarono granduchi; questa dinastia durò fino al 1918.
Sul finire del XII secolo Enrico il Leone, duca dei Sassoni, conquistò la regione, soggiogandola ai suoi signori, e cristianizzò la popolazione. Iniziò in quel periodo una massiccia immigrazione tedesca, favorita dalla nobiltà con lo scopo di germanizzare il territorio (Ostsiedlung). I Venedi e le altre popolazioni slave si assimilarono nei secoli con i loro nuovi padroni, ma rimasero a lungo tracce della cultura e della lingua slava, ne è un esempio la città di Schwerin, originariamente in lingua slava Zuarin.
Durante la sua storia il Meclemburgo è stato ripetutamente suddiviso in vari territori chiamati a seconda dei casi, principati, ducati o granducati.
La prima partizione avvenne nel 1234 dopo la morte di Enrico Borwin I di Meclemburgo. Enrico Borwin I aveva ereditato il Meclemburgo dal padre Pribislavo di Meclemburgo. Nel 1219 Enrico aveva suddiviso il territorio fra i suoi due figli, Enrico Borwin II e Nicola II, realizzandi una co-reggenza con i figli, che tuttavia morirono prima del padre. Nel 1225 morì Nicola II, seguito l'anno successivo dal fratello. Nicola II morì senza eredi e l'intero territorio del Meclemburgo passò quindi ai quattro figli maschi di Enrico Borwin II. Dopo la morte di Enrico Borwin I (1227), i suoi nipoti governarono insieme il Meclemburgo fino al 1229 (o 1233), poi si spartirono il territorio:
- Giovanni, il primogenito, detto il Teologo, ebbe il territorio del Meclemburgo originario comprendente il castelo di Meclemburgo, e i territori di Dassow, Klütz, Grevesmühlen, Gadebusch, Poel, il castello di Ilow, Brüel, Bukow[17] e il castello di Kussin[18];
- Nicola ebbe la Signoria di Werle;
- Enrico, ebbe la Signoria di Rostock;
- Pribislao, il figlio più giovane, ebbe la Signoria di Parchim-Richenberg.

La Signoria di Parchim-Richenberg ebbe una vita molto breve, in quanto si estinse nel 1255 con la rimozione di Pribislao I. Il suo territorio fu spartito fra i fratelli e il conte di Schwerin Gunzelino III.
La Signoria di Rostock divenne un protettorato danese nel 1300 e fu poi conquistata da Enrico II di Meclemburgo nel 1323 cessando di esistere come entità a sé stante.
La Signoria di Werle si estinse nel 1436 con la morte di Guglielmo di Werle che non aveva figli maschi e il territorio ritornò alla casa di Meclemburgo (al tempo retta da Enrico IV di Meclemburgo-Schwerin).
L'8 luglio 1348 a Praga l'imperatore Carlo IV fece del Meclemburgo un ducato del Sacro Romano Impero, elevando quindi i figli di Enrico II di Meclemburgo (morto nel 1329), Alberto II e Giovanni I, al rango di duchi.
Nel 1352 Alberto II e Giovanni I, si accordarono per dividersi l'eredità paterna. Venne quindi crato un nuovo stato, il Ducato di Meclemburgo-Stargard che andò a Giovanni I, mentre il resto del Meclemburgo rimaneva ad Alberto II. Nel 1358 Alberto II acquistò la Contea di Schwerin e il Meclemburgo iniziò a denominarsi come Meclemburgo-Schwerin.
Nel 1471 quando Ulrico II di Meclemburgo-Stargard morì senza lasciare eredi maschi, il Ducato di Meclemburgo-Stargard cessò di esistere e pertanto tutto il territorio del Meclemburgo ritornò sotto il controllo di un unico signore: Enrico IV di Meclemburgo-Schwerin.
Da allora il territorio è rimasto invariato, e relativamente indipendente, caso quasi unico tra i territori germanici, fino al 1621.

### 1621-1933 (seconda e terza partizione)

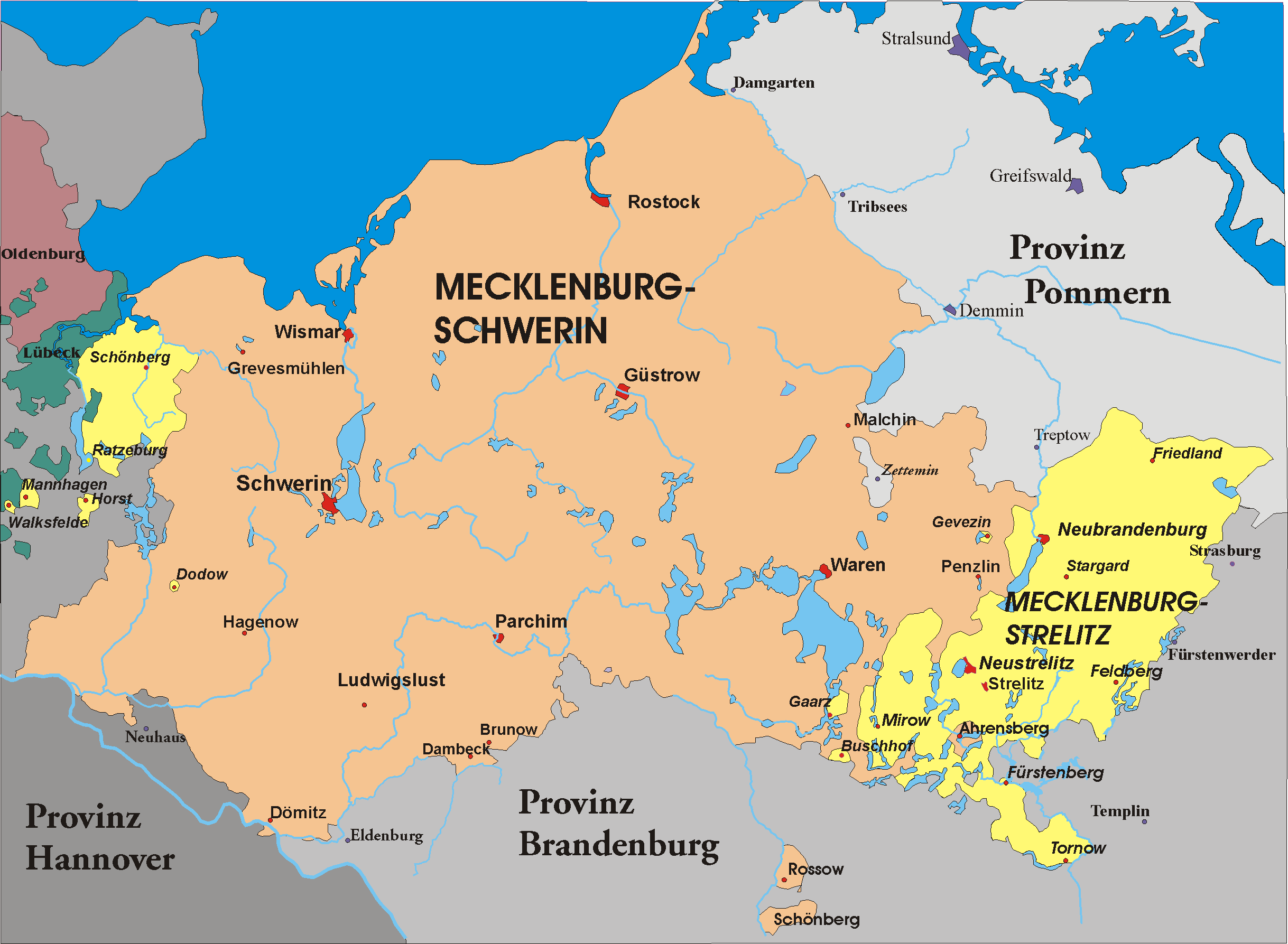
Mecklenburg-Schwerin e annessioni dal 1866 al 1934

Una seconda importante spartizione del territorio avvenne nel 1621, quando questo fu diviso nei due ducati di Meclemburgo-Schwerin e Meclemburgo-Güstrow. Con l'estinzione della dinastia Güstrow nel 1701 le terre furono ulteriormente divise: in parte andarono al Duca di Meclemburgo-Schwerin, e in parte alla nuova dinastia Meclemburgo-Strelitz.
Nel 1815 i due ducati del Meclemburgo furono innalzati a granducati, e di conseguenza furono resi ancora più indipendenti tra loro, come in molte parti della Germania soggetti all'assolutismo feudale. Questo durò fino alla Rivoluzione tedesca del 1918. Dal 1918 al 1933 i ducati furono Stati liberi della Repubblica di Weimar.

### Storia dal 1934
Dopo tre secoli di divisione il Meclemburgo fu riunito nel 1934 dal governo nazista. Dopo la seconda guerra mondiale il governo sovietico che occupava la Germania dell'Est, unì il Meclemburgo alla vicina regione della Pomerania Anteriore, per formare il Land del Meclemburgo-Pomerania Anteriore, dal 1947 semplicemente Meclemburgo.
Nel 1952 il governo della Germania Est divise il Land nei tre distretti (Bezirk) di Rostock, Schwerin e Neubrandenburg.
Durante la riunificazione tedesca nel 1990 lo Stato del Meclemburgo-Pomerania Anteriore tornò a esistere e ora è uno dei sedici Länder della Germania.

## Popolazione del Meclemburgo
La popolazione del Meclemburgo porta i caratteri dei primi conquistatori della Vestfalia, delle terre del Reno e della Sassonia da un lato e dei popoli slavi dall'altro. Anche un considerevole numero di scandinavi si è stabilito, nei secoli, particolarmente nelle città anseatiche come Wismar e Rostock.
Personalità famose del Meclemburgo sono:
- Gebhard Leberecht von Blücher, condottiero prussiano
- Jan Ullrich, ciclista
- Gottlob Frege, studioso di logica
- Ferdinand Jacob Heinrich von Müller, botanico australiano
- Siegfried Marcus, pioniere dell'automobile
- Heinrich Schliemann, archeologo classico